# Haliczany
Haliczany (prononciation : [xaliˈt͡ʂanɨ]) est un village polonais de la gmina de Kamień dans le powiat de Chełm de la voïvodie de Lublin dans l'est de la Pologne, à la frontière avec l'Ukraine.
Il se situe à environ 6 kilomètres au sud de Kamień (siège de la gmina), 14 kilomètres au sud-est de Chełm (siège du powiat) et 76 kilomètres à l'est de Lublin (capitale de la voïvodie).
Le village comptait approximativement une population de 116 habitants en 2007.

## Histoire
De 1975 à 1998, le village est attaché administrativement à la voïvodie de Chełm.

Depuis 1999, il fait partie de la voïvodie de Lublin.